# Fonfría (province de Lugo)
Pour les articles homonymes, voir Fonfría.
Fonfría do Camiño (en galicien (nom officiel), ou Fonfría en espagnol), est une localité de la paroisse de San Xoán de Fonfría, dans la  commune de Pedrafita do Cebreiro (comarque de Os Ancares, province de Lugo) en Galice, au nord-ouest de l'Espagne.
Cette localité est une halte sur le Camino francés du Pèlerinage de Saint-Jacques-de-Compostelle.

## Patrimoine et culture

### Pèlerinage de Compostelle
Par le Camino francés du Pèlerinage de Saint-Jacques-de-Compostelle, le chemin vient de Padornelo, dans la commune de Pedrafita do Cebreiro, après avoir franchi l'Alto do Poio, col à 1 337 mètres.
La prochaine localité traversée est O Biduedo (ou Biduedo ou Viduedo), dans la commune de Triacastela.

## Sports
L'ascension du puerto de Fonfría (790 m), classée en 2e catégorie, est au programme du début de la 10e étape du Vuelta 2024.